# Parco nazionale Breheimen
Il parco nazionale Breheimen è un parco nazionale della Norvegia, nelle contee di Innlandet e Vestland. È stato istituito nel 2009 e occupa una superficie di 1971 km².